# ドアをノックするのは誰?
『ドアをノックするのは誰?』（ドアをノックするのはだれ、Who's That Knocking at My Door）は、1967年に公開されたマーティン・スコセッシ監督初のフィーチャー映画で、最初は『I Call First』というタイトルがつけられていた。後年のスコセッシの映画『ミーン・ストリート』のテーマと同様のカトリック教徒の罪悪感というテーマを追求しつつ、本作品の物語はイタリア系アメリカ人のJ.R.（ハーヴェイ・カイテル。本作でデビューした）が、彼のガールフレンド（ジーナ・ビートゥン）が隠している秘密を受け入れようともがく様子を扱っている。本作品は1967年のシカゴ国際映画祭で受賞した。

## キャスト
- 少女 - ジーナ・ビートゥン
- J.R. - ハーヴェイ・カイテル
- 夢の中の少女 - アンヌ・コレット
- ジョーイ - レナード・クラス
- サリー・ガガ - マイケル・スカーラ
- ハリー - ハリー・ノースアップ
- 夢の中の少女 - トゥアイ・ユラン
- 夢の中の少女 - サスキア・ホールマン
- パーティのイギー - ビル・ミンキン
- 母 - キャサリン・スコセッシ